# Bountiful
Bountiful es una ciudad del condado de Davis, estado de Utah, Estados Unidos. Según el censo de 2000, la población era de 41.301 habitantes, con un pequeño aumento sobre 1990, cuando era de 37.544. La población estimada en 2004 era de 41.173 habitantes, con una disminución leve desde 2000. La ciudad creció rápidamente durante el crecimiento de los suburbios de finales de los años 1940, los años 1950 y los años 1960. 
Aunque no se encuentra en la misma área metropolitana que Salt Lake City, es en efecto una ciudad dormitorio de Salt Lake City y su área circundante. Muchos residentes que trabajan en Salt Lake escogen Bountiful para vivir relativamente relajados y orientados a la familia, así como por los gastos inferiores en vivienda. Las personas que viven fuera de la ciudad pagan por estas ventajas con frecuentes embotellamientos de tráfico entre Davis y el condado de Salt Lake, aunque los proyectos de la autopista Legacy y ferroviarios aliviarán estos problemas.

## Historia
Bountiful fue fundada el 27 de septiembre de 1847 por Perrigrine Sessions y su familia. Fue el segundo establecimiento en Utah después de Salt Lake City. Fue conocida como Sessions Settlement y North Canyon Ward antes de ser llamada Bountiful en 1855. Este nombre es apropiado, debido tanto a la reputación de la ciudad como jardín, como debido a que "Bountiful" es el nombre de una ciudad en el libro de Mormón. La mayor parte de los colonos y de los actuales habitantes son miembros de La Iglesia de Jesucristo de los Santos de los Últimos Días.

## Geografía
Bountiful está localizada en las coordenadas 40°52′47″N 111°52′18″O / 40.87972, -111.87167.
Según la oficina del censo de Estados Unidos, la ciudad tiene un área total de 34,9 km². No tiene superficie cubierta de agua.
Parte de la ciudad original y el centro está situada junto a la alta cordillera Wasatch que se eleva al Este. La mayor parte de las zonas residenciales se encuentran en la loma de la montaña.

## Demografía
Según el censo de 2000, había 41.301 habitantes, 13.341 casas y 10.766 familias residían en la ciudad. La densidad de población era 1.183,8 habitantes/km². Había 13.819 unidades de alojamiento con una densidad media de 396,1 unidades/km².
La máscara racial de la ciudad era 95,56% blanco, 0,24% afroamericano, 0,27% indio americano, 1,15% asiático, 0,32% de las islas del Pacífico, 1,12% de otras razas y 1,34% de dos o más razas. Los hispanos o latinos de cualquier raza eran el 2,90% de la población.
Había 13.341 casas, de las cuales el 38,1% tenía niños menores de 18 años, el 69,3% eran matrimonios, el 8,9% tenía un cabeza de familia femenino sin marido, y el 19,3% no son familia. El 16,7% de todas las casas tenían un único residente y el 7,6% tenía sólo residentes mayores de 65 años. El promedio de habitantes por hogar era de 3,05 y el tamaño medio de familia era de 3,46.
El 29,7% de los residentes es menor de 18 años, el 11,6% tiene edades entre los 18 y 24 años, el 23,9% entre los 25 y 44, el 20,5% entre los 45 y 64, y el 14,3% tiene 65 años o más. La media de edad es 32 años. Por cada 100 mujeres había 94,4 hombres. Por cada 100 mujeres de 18 años o más, había 91,1 hombres.
El ingreso medio por casa en la ciudad era de 55.993$, y el ingreso medio para una familia era de 62.905$. Los hombres tenían un ingreso medio de 45.420$ contra 27.354$ de las mujeres. Los ingresos per cápita para la ciudad eran de 23.967$. Aproximadamente el 3,0% de las familias y el 4,0% de la población está por debajo del nivel de pobreza, incluyendo el 5,1% de menores de 18 años y el 4,2% de mayores de 65.